# Skorpion (Sternbild)
Der Skorpion (lateinisch Scorpio, Scorpius, Scorpios; astronomisches Zeichen ♏; Name der IAU Scorpius, abgekürzt Sco) ist ein Sternbild der Ekliptik.

## Beschreibung

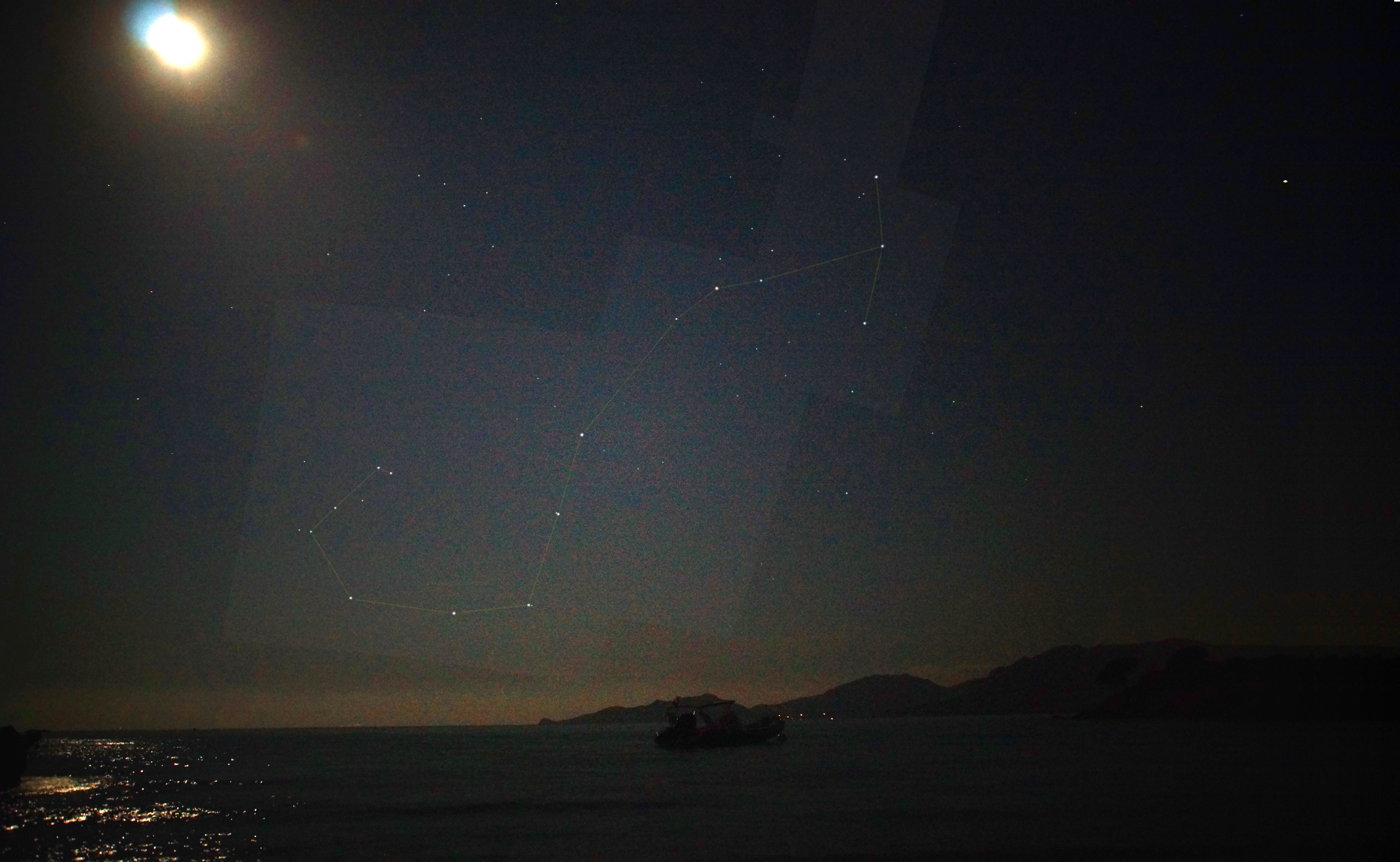
Das Sternbild Skorpion, wie es mit dem bloßen Auge von einem Ort bis etwa 40° nördlicher Breite vollständig über dem südlichen Horizont gesehen werden kann (hier von Korsika; mit Kennzeichnung Sternbildregion und Asterismus)

Der Skorpion ist ein imposantes Sternbild am Südhimmel. Eine gewundene, helle Sternenkette bildet den bekannten Asterismus, der die Gestalt eines Skorpions mit Scheren und aufgerichtetem Stachel erkennen lässt.
Aufgrund seiner südlichen Lage ist das Sternbild von Mitteleuropa aus nur im Sommer, knapp am Südhorizont zu finden. Nördlich des 40. Breitengrads ist es nur teilweise sichtbar.
Es liegt in der Nähe des Zentrums der Milchstraße und enthält daher eine Vielzahl an Sternhaufen und Nebeln.
Durch den Skorpion zieht sich die Ekliptik, daher wandern die Sonne, der Mond und die Planeten durch das Sternbild. Es gehört damit zu den Tierkreiszeichen. Aufgrund der Präzessionsbewegung der Erdachse hat sich der Zeitpunkt des Sonnendurchgangs gegenüber der Antike verschoben. Die Sonne hält sich derzeit vom 23. bis zum 30. November im Skorpion auf. Das ist die kürzeste Verweildauer in einem Sternbild im Laufe des Jahres.

## Geschichte

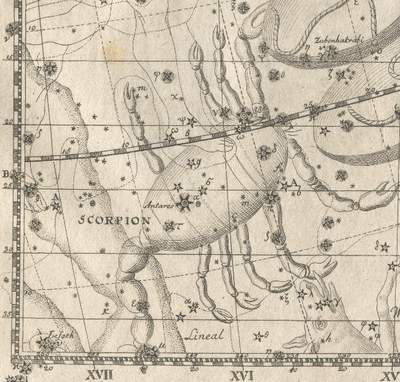
Stich des Sternbildes Skorpion

Das Sternbild war bereits in sumerischer Zeit bekannt und wurde mit der Göttin Išḫara verbunden.
Die heutige Bedeutung des Sternbildes geht auf die Griechen der Antike zurück. Der Skorpion gehört zu den 48 klassischen Sternbildern, die von Ptolemäus beschrieben wurden.
Die Chinesen sahen in dem Sternbild einen mächtigen, aber wohlwollenden Drachen, dessen Erscheinen das Frühjahr ankündigte.
Auch präkolumbische Kulturen sahen in dem Sternbild einen Skorpion. Die Maya verwendeten den Begriff zinaan ek (Sterne des Skorpion). John Barantine vom Point Observatorium in New Mexico sieht in einer Steinritzung der Hohokam-Kultur in Nordamerika eine Darstellung der Supernova vom 1. Mai 1006 im Sternbild Skorpion.
Durch die Festlegung der heute gültigen Begrenzungen der modernen Sternbilder hat sich die Konstellation etwas verändert. Der Skorpion verlor mit dem Stern γ (Sigma Librae) seine südliche Schere an das Sternbild Waage, bekam allerdings vom Sternbild Winkelmaß dessen Hauptsterne α (jetzt N Scorpii) und β (jetzt H Scorpii) hinzu.

## Mythologie
In der griechischen Mythologie existieren unterschiedliche Erzählungen zu dem Sternbild.
So soll Artemis, die Göttin der Jagd, dem Skorpion befohlen haben, den Jäger Orion zu töten. Dieser hatte sich durch seinen Vorsatz, alle wilden Tiere und Ungeheuer zu erlegen, ihren Zorn zugezogen. Einer anderen Überlieferung nach sandte der eifersüchtige Apollon den Skorpion aus, da Artemis dem Orion zugetan war. Da er später den Tod seines Freundes bereute, versetzte er ihn an den Himmel. Anderen Quellen zufolge war es Hera, Gattin des Zeus, die Orion durch den Skorpion töten ließ, da er Merope vergewaltigt hatte. Über den Ausgang der Begegnung gibt es ebenfalls unterschiedliche Schilderungen. So stirbt Orion durch einen Stich in die Ferse oder überlebt, da er den Skorpion zuvor zertrat. Die beiden Gegner wurden so weit wie möglich voneinander an den Himmel versetzt, um sich dort nie zu begegnen. Wenn der Skorpion aufgeht, geht der Orion unter und umgekehrt.
Ein anderer Sagenkreis bringt den Skorpion mit Phaeton, den sterblichen Sohn des Sonnengottes Helios in Verbindung. Phaeton überredete seinen Vater, ihm den von feurigen Rössern gezogenen Sonnenwagen zu überlassen. Der ungeübte Phaeton verlor jedoch schon bald die Kontrolle über den Wagen. Als die Rösser den Himmelsskorpion mit dem zum Stich erhobenen Stachel sahen, gingen sie durch und der Wagen raste über den Himmel. Der zornige Zeus schleuderte einen Blitz, worauf der tödlich getroffene Phaeton in den Fluss Eridanus stürzte.

## Himmelsobjekte

### Sterne
| B   | F  | Namen o. andere Bezeichnungen                 | Größe mag   | Lj      | Spektralklasse                    |
| --- | -- | --------------------------------------------- | ----------- | ------- | --------------------------------- |
| α   | 21 | Antares, Calbalacrab, Cor Scorpii, Vespertilo | 0,6 bis 1,8 | 604     | M1.5 Iab-Ib + B4 Ve               |
| λ   | 35 | Shaula                                        | 1,63        | 703     | B2 IV + B                         |
| θ   |    | Sargas                                        | 1,86        | 272     | F1 II                             |
| ε   | 26 | Larawag, Wei                                  | 2,3         | 64      | K1 III                            |
| δ   | 7  | Dschubba, Al Jabba, Iclarkrau                 | 2,29        | 402     | B0.3 IV                           |
| κ   |    | Girtab                                        | 2,41        | 464     | B1.5 III                          |
| β1  | 8  | Akrab, Elacrab, Graffias, Grassias            | 2,56        | 530     | B1 V                              |
| υ   | 34 | Lesath, Lesuth                                | 2,70        | 519     | B2 IV                             |
| τ   | 23 | Alniyat, Al Niyat                             | 2,8         | ca. 500 | B0 V                              |
| π   | 6  |                                               | 2,89        | 459     | B1 V + B2 V                       |
| σ   | 20 | Alniyat, Al Niyat                             | 2,9         | ca. 600 | B1 III + ca. B1 + ca. B7 + B9.5 V |
| ι1  |    |                                               | 2,99        | 1792    | F2 Iae                            |
| μ1  |    |                                               | 3,00        | 822     | B1.5 V + B6.5 V                   |
| G   |    |                                               | 3,19        | 127     | K2 III                            |
| η   |    |                                               | 3,32        | 72      | F3 III-Ivp                        |
| μ2  |    |                                               | 3,56        | 517     | B2 IV                             |
| ζ2  |    |                                               | 3,62        | 151     | K4 III                            |
| ρ   | 5  |                                               | 3,87        | 409     | B2 IV-V                           |
| ω1  | 9  | Jabhat al Akrab                               | 3,93        | 424     | B1 V                              |
| ν   | 14 | Jabbah                                        | 4,00        | 437     | B3 V                              |
| ξ   |    | Graffias                                      | 4,16        | 92,5    |                                   |
| 400 |    | HR 6166                                       | 4,18        | 339     | K6 III                            |
| 400 |    | HR 6143                                       | 4,24        | 746     | B2 III-IV                         |
| 400 |    | HR 6546                                       | 4,26        | 144     | K0 IIIb                           |
| ω2  |    |                                               | 4,31        | 265     | G3 II-III                         |
| ο   | 19 |                                               | 4,55        | 1178    | A5 II                             |
| c2  | 13 |                                               | 4,58        | 468     | B2V                               |
| A   | 2  |                                               | 4,59        | 434     | B2.5 Vn                           |
| 400 | 1  |                                               | 4,63        | 522     | B3 V                              |
| ζ1  |    |                                               | 4,70        | 2900    | B1 Iape                           |
| ι2  |    |                                               | 4,78        | 3700    | A2Ib                              |
| i   | 22 |                                               | 4,79        | 393     | B2 V                              |
| 400 |    | HR 6628                                       | 4,79        | 607     | B8V                               |
| d   |    |                                               | 4,80        | 140     | A0 V                              |
| 400 |    | HR 6334                                       | 4,83        | 2700    | B1 Ia                             |
| 400 |    | HR 6675                                       | 4,85        | 347     | K2 III                            |
| 400 |    | HR 6682                                       | 4,88        | 547     | M0 III                            |
| β2  |    |                                               | 4,90        | 1133    | B2 V                              |
| ψ   | 15 |                                               | 4,93        | 165     | A3 IV                             |
| 400 |    | HR 5969                                       | 4,96        | 212     | K5 III                            |
| 400 |    | HR 6316                                       | 5,03        | 491     | B8 V                              |
| 400 |    | HR 6371                                       | 5,06        | 300     | G8 - K0 III + G                   |
| 400 |    | HR 6017                                       | 5,09        | 255     | K3 III                            |
| 400 |    | HR 6460                                       | 5,10        | 757     | B7 III                            |
| 400 |    | HR 6245                                       | 5,23        | 7000    | O8 Iaf                            |
| χ   | 17 |                                               | 5,24        | 439     | K3 III                            |
| 400 |    | HR 6142                                       | 5,31        | 8500    | B1 Iae                            |
| 400 |    | HR 6001                                       | 5,35        | 425     | M2 III                            |
| 400 |    | HR 6094                                       | 5,37        | 42      | G5 V                              |
| 400 |    | HR 5906                                       | 5,38        | 414     | B6 Ivn                            |
| 400 |    | HR 5907                                       | 5,41        | 393     | B2.5 Vne                          |
| 400 |    | HR 6100                                       | 5,42        | 468     | B8 IV                             |
| 400 |    | V913                                          | 5,43        | 488     | B5 IV                             |
| 400 | 16 |                                               | 5,43        | 250     | A4 V                              |
| 400 |    | HR 6260                                       | 5,46        | 6000    | B0.5 Ia                           |
| 400 |    | V918                                          | 5,46        | 3000    | O9 Ia                             |
| 400 |    | HR 6221                                       | 5,48        | 369     | K0 III                            |
| 400 | 27 |                                               | 5,48        | 725     | K5 III                            |
| 400 | 18 |                                               | 5,49        | 46      | G2 Va                             |
| 400 |    | HR 6007                                       | 5,50        | 433     | B8 V                              |

λ Scorpii, der zweithellste Stern im Skorpion, ist ein blauer Riesenstern in 600 Lichtjahren Entfernung. Der Name Shaula stammt aus dem Arabischen und leitet sich von „der erhobene (Stachel)“ ab.
Der 46 Lichtjahre entfernte, gelb leuchtende 18 Scorpii ist ein Stern, der in Größe, Temperatur und Leuchtkraft unserer Sonne sehr ähnlich ist. Mit einer scheinbaren Helligkeit von 5,49 ist er gerade noch mit bloßem Auge sichtbar.
Am 5. Februar 2007 wurde im Sternbild Skorpion die Nova V1280 Scorpii entdeckt, deren Helligkeit in den Folgetagen bis zur 3. Größenklasse anstieg.

### Mehrfachsterne
| System | Größen             | Abstand |
| ------ | ------------------ | ------- |
| α      | 0,6 bis 1,8 / 6,5m | 2,4″    |
| β      | 2,9 / 5,1m         | 13,7″   |
| σ      | 3,0 bis 3,8 / 9,0m | 20″     |
| ξ      | 4,1 / 7,2m         | 7,9″    |
| ν      | 4,0 / 6,2m         | 41,4″   |

Der hellste Stern im Skorpion ist Antares (α Scorpii). Der Name leitet sich von „Anti-Ares“ ab und bedeutet „Gegenmars“ (der griechische Kriegsgott Ares entspricht dem römischen Gott Mars). Aufgrund seiner rötlichen Färbung ähnelt der Stern am Nachthimmel dem Planeten Mars. Eine andere historische Bezeichnung ist „Kalb al Akrab“, arabisch für „Herz des Skorpions“. Der lateinische Name „Cor Scorpii“ hat die gleiche Bedeutung.
Antares ist ein Doppelsternsystem in 600 Lichtjahren Entfernung. In einem Abstand von 2,4 Bogensekunden befindet sich ein Begleiter der 6. Größenklasse. Er ist nicht leicht zu beobachten, da er vom hellen Hauptstern überstrahlt wird. Man benötigt ein Teleskop ab 15 cm Öffnung.
Der Hauptstern ist ein Überriese mit der 10.000-fachen Leuchtkraft und dem 700-fachen Durchmesser unserer Sonne. Befände er sich im Zentrum unseres Sonnensystems, würde er über die Marsbahn hinausragen.
Der Stern pulsiert über einen Zeitraum von etwa 4,75 Jahren, wobei sich seine Helligkeit von 0,9 bis 1,8m verändert.
β Scorpii ist ein 530 Lichtjahre entfernter Doppelstern. Bereits mit einem kleinen Teleskop können beide Sterne beobachtet werden. Der arabische Name Akrab bedeutet „Skorpion“.
Das 93 Lichtjahre entfernte System ξ Scorpii besteht aus sechs Sternen, von denen sich fünf umkreisen. Im Teleskop können zwei Sterne einfach beobachtet werden.
Das System ν Scorpii ist 437 Lichtjahre entfernt und besteht aus fünf Sternen. In einem Teleskop ab 15 cm Öffnung werden vier Sterne sichtbar.
Der 735 Lichtjahre entfernte Stern σ Scorpii besitzt einen Begleiter der 9. Größenklasse. Aufgrund des weiten Winkelabstandes von 20 Bogensekunden kann das System mit einem kleinen Teleskop beobachtet werden.
U Scorpii ist eine wiederkehrende Nova (Helligkeit 8–9 mag) mit einer normalen Helligkeit von 18,5 mag, deren letzter Ausbruch im Februar 1999 stattfand. Er ist ein Doppelstern und Bedeckungsveränderlicher mit einer Periode von 1,23 Tagen und einem Helligkeitsabfall von 0,4 bis 0,8 mag. Der ehemalige Hauptstern ist schon zum weißen Zwerg geworden und ein Kandidat für eine kurz bevorstehende Supernova. Die Entfernung wird auf etwa 20.000 Lichtjahre geschätzt.

### Veränderliche Sterne
| Stern | Größe          | Periode      | Typ                                 |
| ----- | -------------- | ------------ | ----------------------------------- |
| α     | 0,75 bis 1,21m | 5,97 Jahre   | Halbregelmäßig veränderlicher Stern |
| σ     | 2,86 bis 2,94m | 5,92 Stunden | Beta-Cephei-Stern                   |
| AR    | 14,58m         | 3,56 Stunden | Veränderlicher Stern                |

Der Hauptstern des Systems σ Scorpii verändert seine Helligkeit über einen Zeitraum von 5 Stunden und 55 Minuten.

### Messier- und NGC-Objekte
| Messier (M) | NGC  | sonstige | Name                   | Größe | Typ                                              |
| ----------- | ---- | -------- | ---------------------- | ----- | ------------------------------------------------ |
| 4           | 6121 |          |                        | 5,9m  | Kugelsternhaufen                                 |
| 6           | 6405 |          | Schmetterlingshaufen   | 4,2m  | Offener Sternhaufen                              |
| 7           | 6475 |          |                        | 3,3m  | Offener Sternhaufen                              |
| 80          | 6093 |          |                        | 7,3m  | Kugelsternhaufen                                 |
|             | 6124 |          |                        | 5,8m  | Offener Sternhaufen                              |
|             | 6139 |          |                        | 9,2m  | Kugelsternhaufen                                 |
|             | 6144 |          |                        | 9,0m  | Kugelsternhaufen                                 |
|             | 6153 |          |                        | 10,9m | Planetarischer Nebel                             |
|             | 6178 |          |                        | 7,2m  | Offener Sternhaufen                              |
|             | 6192 |          |                        | 8,5m  | Offener Sternhaufen                              |
|             | 6231 |          |                        | 2,6m  | Offener Sternhaufen (mit Emissionsnebel IC 4628) |
|             | 6242 |          |                        | 6,4m  | Offener Sternhaufen                              |
|             | 6249 |          |                        | 8,2m  | Offener Sternhaufen                              |
|             | 6259 |          |                        | 8,0m  | Offener Sternhaufen                              |
|             | 6268 |          |                        | 9,5m  | Offener Sternhaufen                              |
|             | 6302 |          | Käfer-Nebel            | 9,6m  | Planetarischer Nebel                             |
|             | 6322 |          |                        | 6,0m  | Offener Sternhaufen                              |
|             | 6334 |          | Katzenpfotennebel      |       | Emissionsnebel                                   |
|             | 6357 |          | Hummernebel            |       | Emissionsnebel                                   |
|             | 6383 |          |                        | 5,5m  | Offener Sternhaufen                              |
|             | 6388 |          |                        | 6,8m  | Kugelsternhaufen                                 |
|             | 6416 |          |                        | 5,7m  | Offener Sternhaufen                              |
|             |      | IC 4592  | Blauer Pferdekopfnebel |       | Reflexionsnebel                                  |

### Weitere Objekte
Im Skorpion ist eine Vielzahl von nebligen Objekten sichtbar. Fünf nahm der französische Astronom und Kometenjäger Charles Messier in seinen Katalog (Messierkatalog) auf.
Unmittelbar östlich des hellen Sterns Antares befindet sich der 6.000 Lichtjahre entfernte Kugelsternhaufen M 4. Er ist bereits mit dem Fernglas als nebliger Fleck zu erkennen. Mit einem Teleskop ab 10 cm Öffnung werden Einzelsterne sichtbar.
Nicht weit nördlich von Antares und daher ebenfalls leicht zu finden ist der Kugelsternhaufen M 80. Aufgrund seiner Entfernung von 36.000 Lichtjahren wird er erst in Teleskopen ab 6 cm Öffnung sichtbar.
Der offene Sternhaufen M 6 ist etwa 2.000 Lichtjahre entfernt. Im Fernglas werden etwa 70 Sterne sichtbar. Aufgrund seiner Form wird der Sternhaufen auch „Schmetterlingsnebel“ genannt.
Der 800 Lichtjahre entfernte offene Sternhaufen M 7 enthält etwa 80 Sterne, die heller als die 10. Größenklasse sind.
M 6 und M 7 zählen zu den beeindruckendsten offenen Sternhaufen, die von Europa aus sichtbar sind.
Bereits bei einer 1933 publizierten Untersuchung fiel das Objekt H 2-1 auf, welches 1952 von Guillermo Haro als planetarische Nebel klassifiziert wurde.
In der Umgebung von Antares befindet sich die Rho-Ophiuchi-Wolke, Teile davon werden von den Sternen im Kopf des Skorpions beleuchtet und so befindet sich dort eine große Anzahl mehrfarbiger Reflexions- und Emissionsnebel, u. a. um Antares herum der einzige rötliche Reflexionsnebel am Himmel.

## Einzelangaben
1. ↑  Robert Burnham: Celestial Handbook. Bd. 3. Dover, New York 1978. ISBN 0-486-23673-0
2. ↑  Victor Wolfgang von Hagen (amerik. Forschungsreisender).
3. ↑  John Barantine (Apache Point Observetory, New Mexico). in: Abenteuer Archäologie. Kulturen, Menschen, Monumente. Spektrum der Wissenschaft Verl.-Ges., Heidelberg 2006,3 u. 2006, 4, S. 6. ISSN 1612-9954
4. ↑  Stern und Weltraum, Mai 2008, S. 84–85, „Eine Nova auf Ansage“
5. ↑  Paul W. Merrill, Cora G. Burwell: Catalogue and Bibliography of Stars of Classes B and a whose Spectra have Bright Hydrogen Lines, bibcode:1933ApJ....78...87M (H 2-1 ist als 247ster Eintrag notiert)
6. ↑  Guillermo Haro: Nuevas nebulosas planetarias y objetos con emision en la region del centro galactico., bibcode:1952BOTT....1a...1H